# Baia di Streamstown
La baia di Streamstown (Streamstown Bay) in inglese è uno strettissimo e corto braccio di mare che entra nella terraferma occidentale irlandese, precisamente nella contea di Galway. 

## Descrizione
Si tratta della porzione d'acqua che forma la parte settentrionale della stretta penisola sulla quale si articola la Sky Road che parte da Clifden. Le coste quasi totalmente pietrose la rendono pressoché deserta, il solo centro di Kingstown vi si affaccia e non è facile incontrare il suo nome sulle mappe.